# Archidium ohioense
Espèce
Archidium ohioense est une espèce de mousse.